# Dauni
Dauni (starogrško Δαύνιοι, latinizirano: Daúnioi) so bili japiško pleme, v klasični antiki naseljeno v Apuliji v južni Italiji. V regiji sta živeli še dve drugi plemeni: v osrednjem delu Pevketi in v južnem delu Mesapi. Vsa tri plemena so govorila mesapski jezik in do 7. stoletju pr. n. št. razvila vsako svojo arheološko kulturo.
Dauni so živeli v Dauniji, ki se je raztezala od Daunijskih gora na jugovzhodu do polotoka Gargano na severozahodu. Njhovo ozemlje večinoma sovpada s sedanjo  pokrajino Foggia in delom pokrajine Barletta-Andria-Trani. Dauni  so v severni Dauniji in južnih samnitskih regijah prišli v stik z Oskani in se v severni Dauniji "pooskanili".

## Ime
Etonim je povezan z volkom, verjetno totemsko živaljo tega ljudstva. Kult volka je bil razširjen tudi drugod v predrimski Italiji in je bil povezan z arkadijskim misterioznim kultom. 

## Izvor
Ob koncu bronaste dobe (11.-10. stoletje pr. n. št.) in na prehodu v železno dobo so se skupine Ilirov z vzhodne jadranske obale preselile v Italijo. Potomci plemen, ki so se preselila  v Apulijo, so znani kot Japigi. Mednje so spadali  Pevketi, Mesapi in Dauni. Širšo regijo so naseljevala italska ljudstva južne Italije, s katerimi so Japigi vzdrževali stike. Med njimi so bili Ausoni/Oski, Sabinci, Lukani, Peligni, Bruci, Kampani, Ekvi, Samniti  in Frentani.
Strabon v mitološki konstrukciji, ki pojasnjuje nastanek Taranta, povezuje Japige s Krečani. Strabon pripoveduje, da so bili potomci Japiksa in Krečanke. Arheološko gradivo kaže malo stikov med Japigi in grškimi kolonisti.  Pripisovanje kretskega arkadijskega porekla Japigom je bil konstrukt, povezan  s političnimi cilji časa, v katerem je bil napisan. 

### Genetika
Leta 2022 je bila objavljena študija DNA posmrtnih ostankov s treh nekropol: Ordona,  Salapia in San Giovanni Rotondo, ki so bile v železni dobi povezane z Daunijo.  
Železnodobni Dauni so pokazali največjo avtosomno sorodnost z železnodobnimi ilirskimi populacijami na Hrvaškem in populacijami, ki so se oblikovale v Italiji v rimski republikanski dobi in jih je  mogoče na splošno vključiti v pan-mediteranski genetski kontinuum, ki se razteza od Krete do republikanskega Rima in Iberskega polotoka. Povezave z Minojci/Kreto in železnodobnimi Grki/Arkadijo so manj verjetne. Skopa razlaga izvora Daunov daje prednost genetski kontinuiteti med Dauni in prebivalstvom, ki je naseljevalo območje pred analiziranim zgodovinskim obdobjem, čeprav ni mogoče izključiti dodatnih vplivov iz Hrvaške (stare Ilirije), ki jih kažejo materialni ostanki in dostopni zgodovinski viri.

## Kultura
Železnodobna daunska materialna kultura se je pred vključitvijo regije v Rimsko republiko v 3. stoletju pr. n. št. precej razlikovala od kulture  njihovih italskih sosedov. Kulturna razlika je bila deloma posledica njihove oddaljenosti od starogrških središč Magnae Graeciae, deloma pa zaradi tesnih odnosov z ljudstvi na drugi obali Jadranskega morja, s katerimi so ohranili neposredne stike.

### Tetoviranje
Na Daunski steli in poslikavah je mogoče zaznati, da so se Dauni tetovirali.  Praksa tetoviranja je bila najpogostejša v  predpismenih plemenskih skupnostih, v katerih so imele glavno vlogo ženske, ki so izvajale obred tetoviranja in tudi same nosile tatuje. Tetovaže so lahko bile simbol spolne zrelosti, prednikov in plemenske pripadnosti ter verskih prepričanj. Dauni so najpogosteje tetovirali podlakti.
V grško-rimskem svetu so v tetoviranju videli barbarski običaj, ki so ga sami uporabljali izključno za kaznovanje ali označevanje lastništva. Dojemanje tetoviranja med Iliri in Tračani je bilo povsem drugačno. Herodot (5. stoletje pr. n. št.) in Strabon (1. stoletje pr. n. št.) omenjata, da je bilo na Balkanu tetoviranje v domeni elit. Ikonografski in literarni viri razkrivajo, da je bilo omejeno predvsem na ženski del družbe. Na zahodnem Balkanu, predvsem v Bosni in Albaniji, se je praksa tetoviranja nadaljevala do zgodnjega 20. stoletja.
Poleg verskih prepričanj poročila iz zgodnjega 20. stoletja razkrivajo, da je bil običaj tetoviranja na Balkanu prvotno povezan z obredom plodnosti in prve menstruacije in je dokazoval, da je dekle postalo ženska.